# ZIL
ZIL (russisk: ЗиЛ) er et russisk bilmærke og en fabrik, der blev stiftet i 1924 under navnet AMO. Navnet betyder Zavod imeni Likhakov. (Fabrikken opkaldt efter Likhakov), og stammer fra Ivan A. Likhakov, en tidligere direktør og betydelig skikkelse inden for den sovjetiske bilproduktion. Fra 1933 til 1956 hed fabrikken ZIS, det sidste bogstav stod for Stalin.
Selskabet producerer både lastbiler og personbiler. Personbilerne var store limousiner, der udelukkende blev benyttet af den øverste elite i Sovjetunionen. Lastbilerne blev også licensproduceret i for eksempel Bulgarien og Kina.
Paccar har samarbejdet med ZIL omkring produktionen af Kenworth lastbiler, og Volvo har forhandlet om et samarbejde omkring produktionen af FH12 lastbiler. Lastbils-afdelingen i ZIL har i dag et samarbejde med Caterpillar, og benytter en del motorer derfra. Ungarske Ikarus bygger busser på chassiser fra ZIL.

## Modeller

### Limousiner
- ZIS-101
- ZIS-110
- ZIS-115
- ZIL-111
- ZIL-114
- ZIL-117
- ZIL-4104
- ZIL-41047

### Lastbiler
- ZIS-128
- ZIS-150
- ZIS-151
- ZIL-130
- ZIL-131
- ZIL-157
- ZIL-4334
- ZIL-4327